# الكسندر وارد
الكسندر وارد (بالإنجليزية: Alexander Ward)‏ هو لاعب كرة مضرب بريطاني، ولد في 30 أبريل 1990 في نورثامبتون في المملكة المتحدة.

## وصلات خارجية
- الكسندر وارد على موقع رابطة محترفي التنس (الإنجليزية)
- الكسندر وارد على موقع الاتحاد الدولي لكرة المضرب (الإنجليزية)
- الكسندر وارد على موقع خلاصة التنس.كوم (الإنجليزية)
- الكسندر وارد على موقع إي إس بي إن.كوم (الإنجليزية)